# Peatling Parva
Peatling Parva is een civil parish in het bestuurlijke gebied Harborough, in het Engelse graafschap Leicestershire met 189 inwoners.